# 蔡顺礼
蔡顺礼（原名蔡教生，号甫生，1914年1月17日—2009年7月22日）。中国人民解放军中将，1955年获二级八一勋章、一级独立自由勋章、一级解放勋章，1988年获一级红星功勋荣誉章。